# Alex Dunne
Alexander Dunne (Offaly, 2005. november 11. –) ír motorsportversenyző, 2025-től a Formula–2-ben szereplő Rodin Motorsport versenyzője, és a Formula–E-ben szereplő McLaren fejlesztési és tartalékpilótája. A 2022-es brit F4-es bajnokság győztese.
2024 óta tagja a McLaren versenyzőfejlesztési programjának.

## Pályafutása

### Formula 1
2025 májusában tesztelt első alkalommal, Hollandiában a McLaren MCL60-nal a Zandvoort-i versenypályán. Egy hónap múlva ismét lehetőséget kapott ezúttal a Circuit of the Americas versenypályán. 
Június 27-én, az osztrák nagydíj első szabadedzésén Dunne lehetőséget kapott az egy órás gyakorláson Lando Norris helyett és a negyedik helyen végzett.

## Eredményei
| Szezon  | Széria                                    | Csapat                    | Futam                   | Győzelem                | Pole-pozíciók           | L/Körök                 | Dobogók                 | Pontok                  | Helyezés                |
| ------- | ----------------------------------------- | ------------------------- | ----------------------- | ----------------------- | ----------------------- | ----------------------- | ----------------------- | ----------------------- | ----------------------- |
| 2021    | F4 Spanish Championship                   | Pinnacle Motorsport       | 9                       | 0                       | 1                       | 0                       | 1                       | 30                      | 16.                     |
| 2021    | ADAC Formula 4 Championship               | US Racing                 | 8                       | 0                       | 2                       | 3                       | 2                       | 76                      | 8.                      |
| 2022    | F4 British Championship                   | Hitech Grand Prix         | 27                      | 11                      | 11                      | 11                      | 17                      | 412                     | 1.                      |
| 2022    | Formula 4 UAE Championship                | Hitech Grand Prix         | 20                      | 2                       | 0                       | 1                       | 4                       | 168                     | 6.                      |
| 2022    | Formula 4 UAE Championship - Trophy Round | Hitech Grand Prix         | 2                       | 0                       | 1                       | 0                       | 1                       | N/A                     | NC                      |
| 2022    | Italian F4 Championship                   | US Racing                 | 20                      | 3                       | 1                       | 3                       | 11                      | 258                     | 2.                      |
| 2023    | GB3 Championship                          | Hitech Grand Prix         | 23                      | 5                       | 1                       | 8                       | 7                       | 466                     | 2.                      |
| 2023    | Macau Grand Prix                          | Hitech Pulse-Eight        | 1                       | 0                       | 0                       | 0                       | 0                       | N/A                     | DNF                     |
| 2024    | Formula 3                                 | MP Motorsport             | 20                      | 0                       | 0                       | 0                       | 2                       | 50                      | 14.                     |
| 2024    | Macau Grand Prix                          | SJM Theodore Prema Racing | 1                       | 0                       | 0                       | 0                       | 0                       | N/A                     | 6.                      |
| 2024–25 | Formula E                                 | McLaren                   | Tartalékversenyző       | Tartalékversenyző       | Tartalékversenyző       | Tartalékversenyző       | Tartalékversenyző       | Tartalékversenyző       | Tartalékversenyző       |
| 2025    | Formula–2                                 | Rodin Motorsport          | 11                      | 2                       | 1                       | 3                       | 4                       | 87*                     | 1.*                     |
| 2025    | Formula 1                                 | McLaren                   | Teszt/Tartalékversenyző | Teszt/Tartalékversenyző | Teszt/Tartalékversenyző | Teszt/Tartalékversenyző | Teszt/Tartalékversenyző | Teszt/Tartalékversenyző | Teszt/Tartalékversenyző |